# Andreas Günter
Andreas Günter, né le 12 février 1988 à Freudenstadt, est un spécialiste allemand du combiné nordique.

## Carrière
Il débute en Coupe du monde en janvier 2008 juste avant de remporter une médaille d'or aux Championnats du monde junior dans l'épreuve par équipes.

## Palmarès

### Coupe du monde
- Meilleur classement général : 45e en 2008.
- Meilleur résultat individuel : 17e.

#### Différents classements en Coupe du monde
| Année     | Classement général final |
| 2007-2008 | 45e                      |
| 2008-2009 | 50e                      |
| 2009-2010 | 46e                      |

### Championnats du monde juniors
- médaille d'or par équipes en 2008

### Coupe continentale
- Vainqueur de l'édition 2013
- 12 podiums individuels dont 3 victoires.

### Championnats d'Allemagne
Il s'est classé troisième du championnat de 2011.